# Brechtstraße 2 (Quedlinburg)

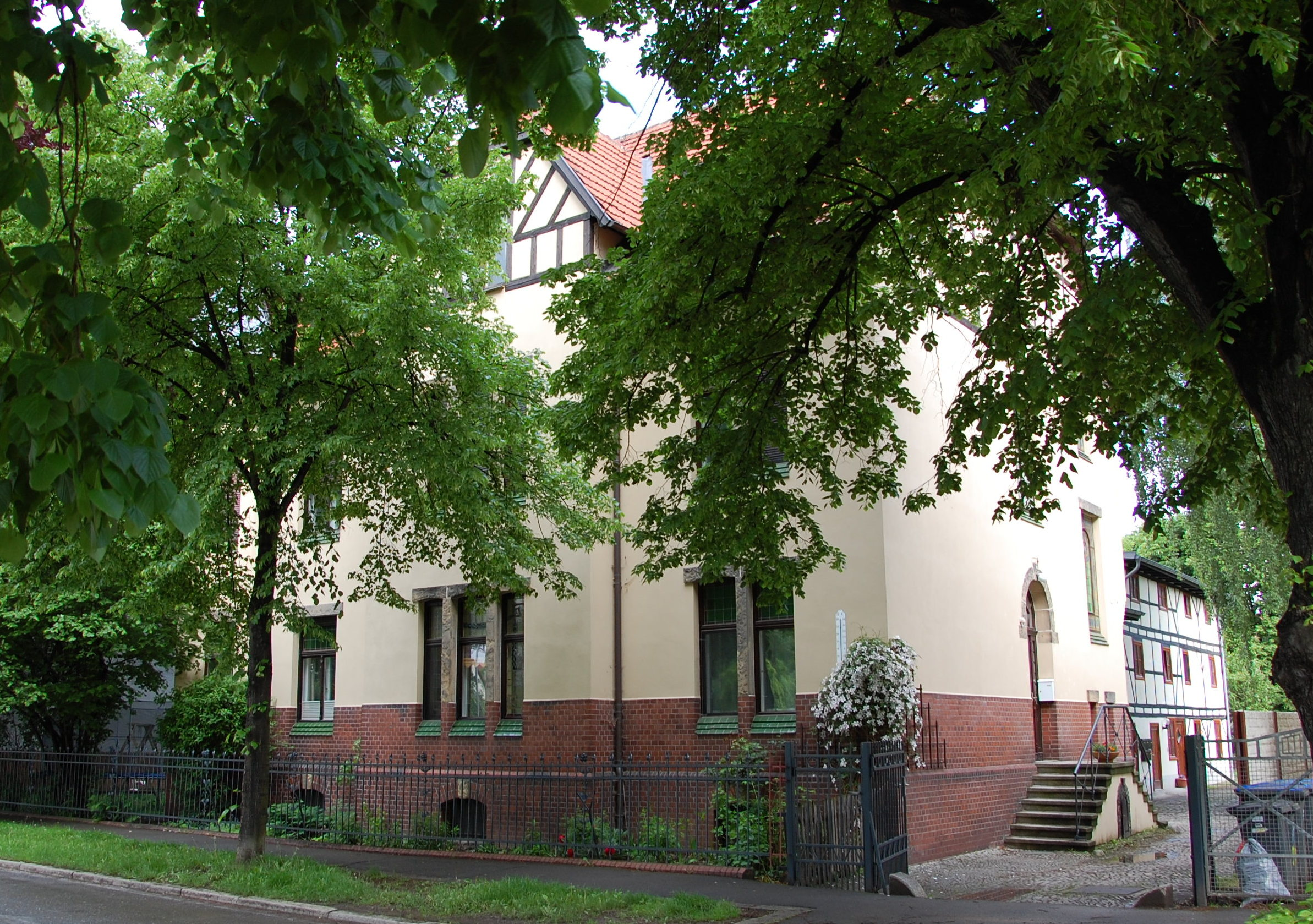
Haus Brechtstraße 2

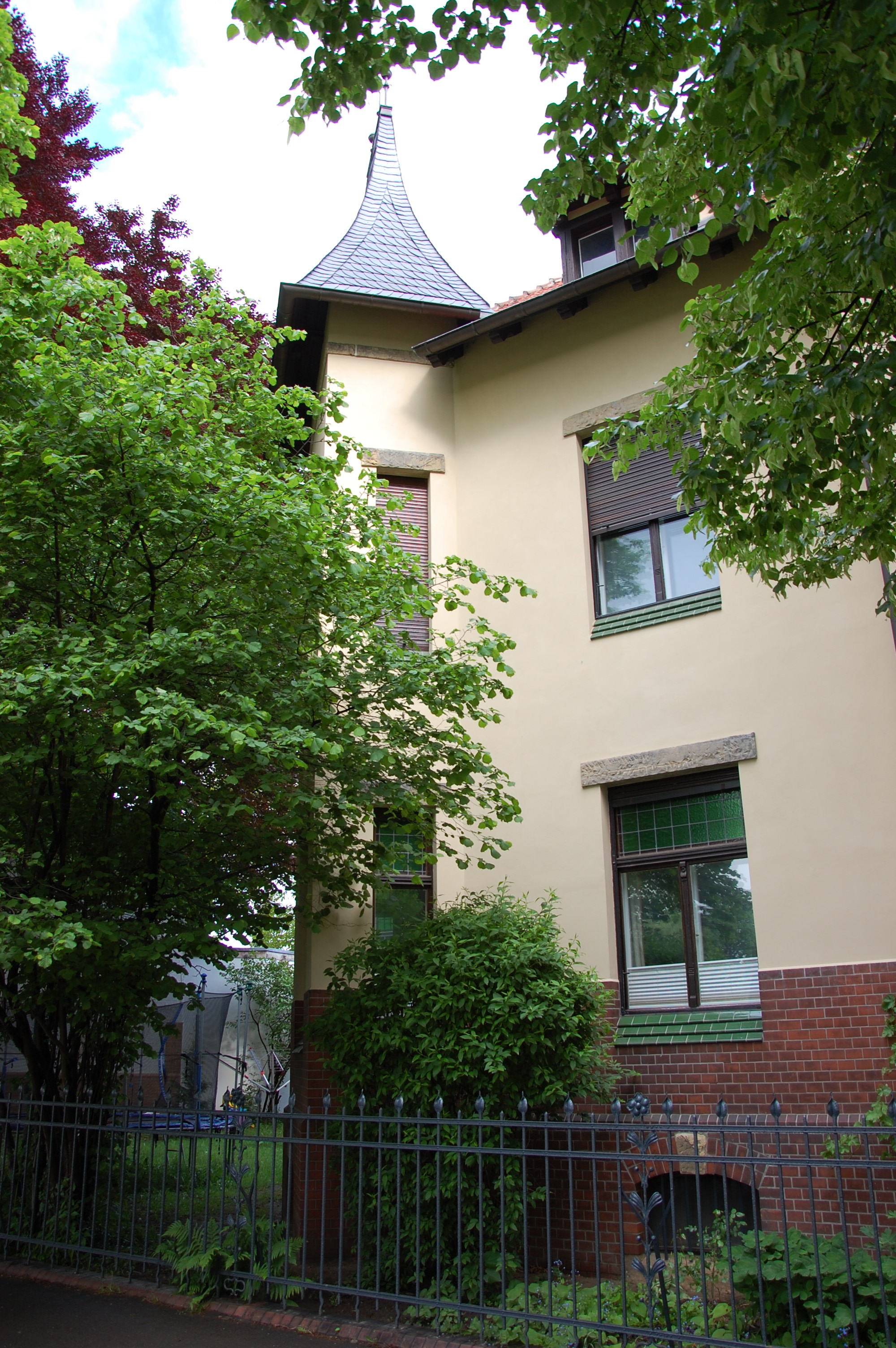
Erker

Das Haus Brechtstraße 2 ist ein denkmalgeschütztes Gebäude in der Stadt Quedlinburg in Sachsen-Anhalt.

## Lage
Das Gebäude befindet sich nördlich der historischen Quedlinburger Innenstadt in der Nähe der Einmündung der Brechtstraße auf die Straße An den Fischteichen. Es ist im Quedlinburger Denkmalverzeichnis als Villa eingetragen.

## Architektur und Geschichte
Die Villa entstand im Jahr 1908 in massiver Bauweise und weist Elemente des Jugendstils und des Landhausstils auf. Als schmückendes Element erfolgte der Einsatz von Zierfachwerk. Die Villa verfügt über eine Veranda. Bemerkenswert sind im Jugendstil gestaltete Fenster. An der Südecke des Hauses befindet sich ein Erker.